# Aoraki longitarsa
Aoraki longitarsa – gatunek kosarza z podrzędu Cyphophthalmi i rodziny Pettalidae.

## Występowanie
Jak wszyscy przedstawiciele rodzaju jest endemitem Nowej Zelandii. Występuje na Południowej w rejonie masywu Góry Cooka w regionie Canterbury.